# Welterbe in Namibia

Zum Welterbe in Namibia gehören (Stand April 2025) zwei UNESCO-Welterbestätten, darunter eine Stätte des Weltkulturerbes und eine Stätte des Weltnaturerbes. Diese sowie alle namibischen Nationaldenkmäler werden vom Rat für Nationales Erbe verwaltet.
Namibia hat die Welterbekonvention am 6. April 2000 akzeptiert, die erste Welterbestätte wurden 2007 in die Welterbeliste aufgenommen. Die bislang letzte Welterbestätte in Namibia wurde 2013 eingetragen.

## Welterbestätten
Die folgende Tabelle listet die UNESCO-Welterbestätten in Namibia in chronologischer Reihenfolge nach dem Jahr ihrer Aufnahme in die Welterbeliste (K – Kulturerbe, N – Naturerbe, K/N – gemischt, (G) – auf der Liste des gefährdeten Welterbes).
| Bild             | Bezeichnung                        | Jahr | Typ | Ref. | Beschreibung |
| ---------------- | ---------------------------------- | ---- | --- | ---- | --- |
| (weitere Bilder) | Twyfelfontein oder ǀUi-ǁaes (Lage) | 2007 | K   | 1255 | In der Umgegend von Twyfelfontein sind insgesamt über 2500 Bilder mit Petroglyphen auf über 200 Felsplatten vorhanden. Die Felszeichnungen sind bis zu 6000 Jahre alt. |
| (weitere Bilder) | Namib-Sandmeer (Lage)              | 2013 | N   | 1430 | Dünenlandschaft der Namib u. a. mit dem Sossusvlei. Herausragendes landschaftliches Wüstengebiet                                                                       |

## Tentativliste
In der Tentativliste sind die Stätten eingetragen, die für eine Nominierung zur Aufnahme in die Welterbeliste vorgesehen sind.
Derzeit (2016) sind acht Stätten in der Tentativliste von Namibia eingetragen, die letzte Eintragung erfolgte 2016. Die folgende Tabelle listet die Stätten in chronologischer Reihenfolge nach dem Jahr ihrer Aufnahme in die Tentativliste.
| Bild                         | Bezeichnung                                 | Jahr | Typ | Ref. | Beschreibung |
| ---------------------------- | ------------------------------------------- | ---- | --- | ---- | --- |
| (weitere Bilder)             | Brandberg (Lage)                            | 2002 | K/N | 1744 | Der Brandberg ist ein rundes Bergmassiv von historischem, kulturellem (unter anderem Weiße Dame) und natürlichem Interesse |
| (weitere Bilder)             | Fischfluss-Canyon (Lage)                    | 2002 | N   | 1745 | zweitgrößter Canyon der Erde |
| (weitere Bilder)             | Welwitschia-Ebene (Lage)                    | 2002 | N   | 1747 | größte und älteste Ansammlung endemischer Welwitschias |
| Ökosystem des Benguelastroms | Ökosystem des Benguelastroms (Lage)         | 2016 | N   | 6094 | Meeresökosystems des Abschnitts des Benguelastroms, der vor der Westküste Namibias entlangfließt. |
| (weitere Bilder)             | Etosha-Pfanne (Lage)                        | 2016 | N   | 6095 | Boden eines ehemaligen Sees im Norden Namibias |
| (weitere Bilder)             | Kulturlandschaft der San                    | 2016 | K   | 6096 | Lebensräume des San-Volks, die als älteste Bewohner des Südlichen Afrika gelten |
| (weitere Bilder)             | Schutzgebiete der Sukkulentenkaroo          | 2016 | N   | 6097 | umfasst Teile von ǀAi-ǀAis Heiße QuellenKlicklaut und Hunsberge (ǀAi-ǀAis Richtersveld Transfrontier Park) und den angrenzenden Sperrgebiet-Park in der Sukkulentenkaroo |
| Nkasa-Rupara-Nationalpark    | Zuflüsse und Randgebiete des Okavangodeltas | 2016 | N   | 6098 | Erweiterung der Naturerbestätte Okavangodelta in Botswana um in Namibia liegende Zulauf- und Randgebiete. Die geplante Erweiterung umfasst zwei Gebiete an der Grenze zu Botswana: einen Teil des Bwabwata-Nationalparks (Lage) und den Nkasa-Rupara-Nationalpark (Lage) in der Region Sambesi. |

## Weiteres UNESCO-Kultur- und -Naturerbe
Außer dem nach der Welterbekonvention anerkannten Welterbe gibt es in Namibia weiteres UNESCO-Kultur- und -Naturerbe.
| Bild               | Bezeichnung                                 | Jahr | Typ                                     | Ref   | Beschreibung |
| ------------------ | ------------------------------------------- | ---- | --------------------------------------- | ----- | --- |
| Scan aus Journal 2 | Tagebücher des Hendrik Witbooi              | 2005 | Weltdokumentenerbe                      | n./a. | Von dem Stammesführer Hendrik Witbooi geführte Briefkopierbücher, die die Geschichte der Kolonialisierung Namibias dokumentieren. Sie werden im Nationalarchiv von Namibia in Windhoek aufbewahrt. |
| Marula-Früchte     | Oshituthi shomagongo, Marulafrucht-Festival | 2015 | Immaterielles Kulturerbe der Menschheit | 01089 | Fest der in Namibia lebenden Gruppen der Ovambo mit einem aus der Frucht des Marula-Baums hergestellten Getränk.                                                                                   |
|                    | AixanǀGanaǀObǂANS TSI ǁKhasigu              | 2020 | Immaterielles Kulturerbe der Menschheit | 01540 | Traditionelle Musik und Künste der Nama |

Mit April 2025 hat Namibia keinen UNESCO Global Geopark und kein Biosphärenreservat.